# エレバン駅
エレバン駅（エレバンえき、アルメニア語: Երևան、英: Yerevan Railway station）は、アルメニア共和国の首都エレバンにある南カフカース鉄道の駅である。

## 歴史
最初の鉄道路線は、アレクサンドロポリ（現・ギュムリ）とグルジアのティフリス（トビリシ）を結ぶために、1902年にエリバン（現・エレバン）に敷設された。
1908年に2本目の路線によって、Julfaとペルシアが当駅と結ばれた。
1956年に駅舎が建築された。
2009年7月31日にアルメニア共和国の鉄道博物館が当駅に開設された。
2010年にロシア鉄道が当駅の複合施設を再建した。
改修期間中、ロシア鉄道は当駅の内装を修復し、旅客向けの列車時刻表情報を提供するために液晶画面を導入した。
更に、旅客輸送量の大幅な増加により、チケットを購入する際の快適な環境を確保するとともに、長距離および国際列車向けの部屋にスペースを分割することを決定した。
部屋のデザインは、全体的な建築様式を乱すことはなく、装飾は元と同一の天然および人工材料でできている。
駅舎には、宿泊施設のための部屋とホテルがある。

## ギャラリー

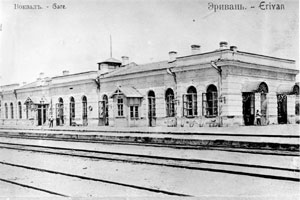
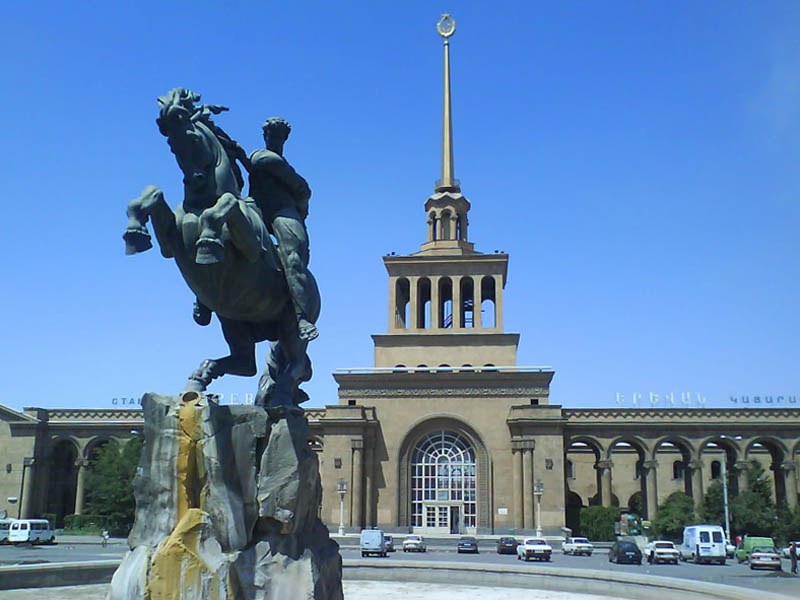
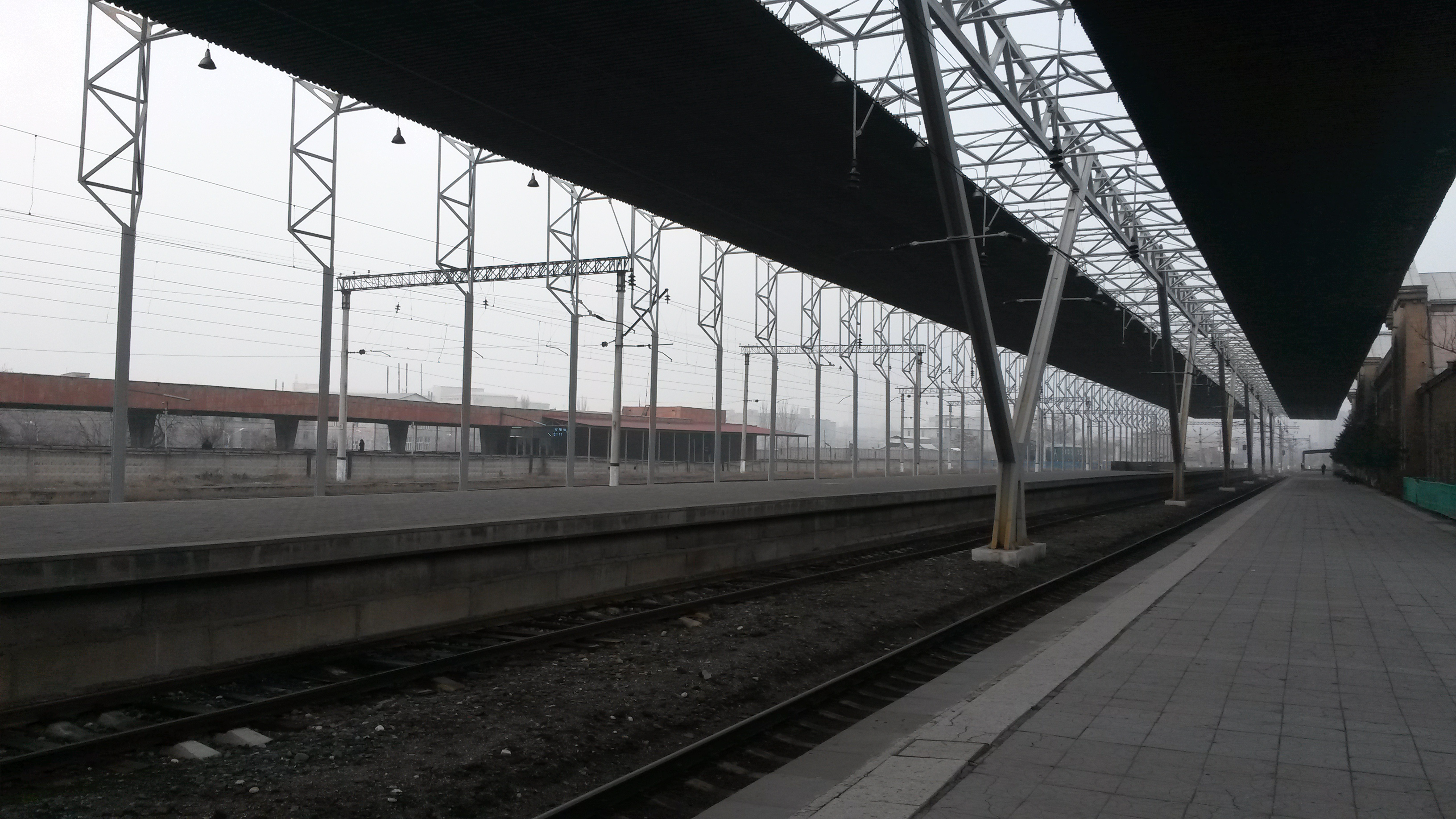
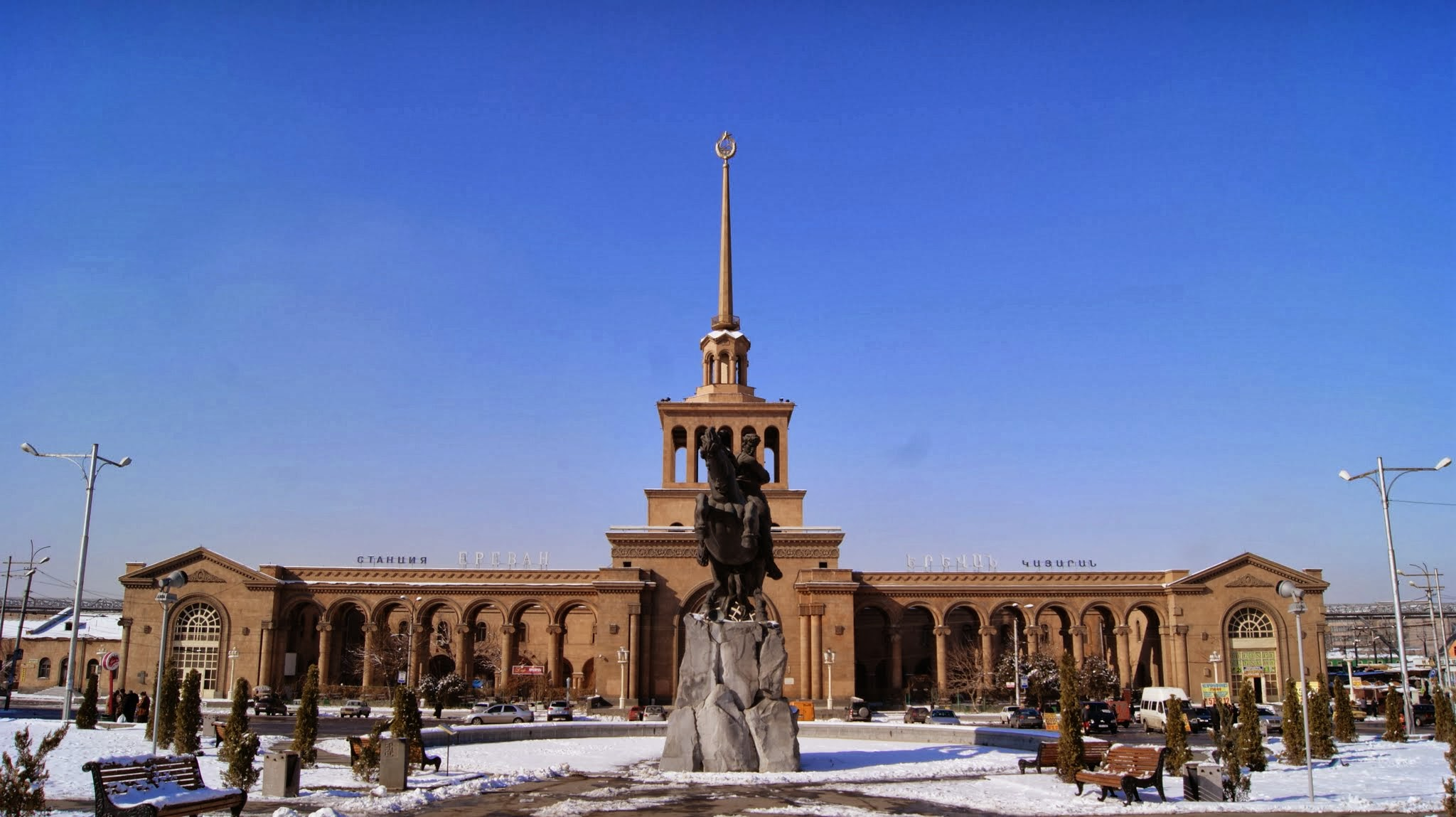

## 列車一覧
- エレバン - バトゥミ間
- エレバン - トビリシ間
- エレバン - ギュムリ間
- エレバン - アラス間
- エレバン - アルマヴィル間
- エレバン - アララト間
- エレバン - エラスフ（英語版）間